# Tom Dolan
Pour les articles homonymes, voir Dolan.
Tom Dolan (né le 16 septembre 1975 à Arlington) est un ancien nageur américain spécialiste des épreuves de quatre nages. Il est double champion olympique sur 400 m 4 nages en 1996 et 2000 ainsi que double champion du monde de l'épreuve en 1994 et 1998.

## Biographie
Il remporte le titre de champion du monde du 400 m 4 nages lors des Mondiaux 1994 à Rome. En 4 min 12 s 30 et devançant d'une seconde le Finlandais Jani Sievinen, il bat le record du monde établi en 1991 par le Hongrois Tamás Darnyi. Favori logique sur la distance, il remporte le titre olympique à Atlanta en 1996 devant son compatriote Eric Namesnik. Une nouvelle fois champion du monde en 1998 à Perth sur 400 m 4 nages, il conserve également son titre olympique en 2000 à Sydney en établissant une nouvelle marque mondiale. Il finit également second sur l'épreuve du 200 m 4 nages seulement devancé par l'Italien Massimiliano Rosolino. 
En 2006 il est nommé à l'International Swimming Hall of Fame.
Son record du monde sur 400 m 4 nages a tenu près de 8 ans ayant été amélioré en 2002 par son compatriote Michael Phelps.

## Records
- Record du monde sur 400 m 4 nages en grand bassin : 2 améliorations en 1994 et 2000.

## Palmarès

### Jeux olympiques
- Jeux olympiques de 1996 à Atlanta (États-Unis) :
  - 7e sur l'épreuve du 200 m 4 nages (2 min 3 s 89).
  -  Médaille d'or sur l'épreuve du 400 m 4 nages (4 min 14 s 90).

- Jeux olympiques de 2000 à Sydney (Australie) :
  -  Médaille d'or sur l'épreuve du 400 m 4 nages (4 min 11 s 76, RM).
  -  Médaille d'argent sur l'épreuve du 200 m 4 nages (1 min 59 s 77).

### Championnats du monde
- Championnats du monde 1994 à Rome (Italie) :
  -  Médaille d'or sur l'épreuve du 400 m 4 nages (4 min 12 s 30, RM).

- Championnats du monde 1998 à Perth (Australie) :
  -  Médaille d'or sur l'épreuve du 400 m 4 nages (4 min 14 s 95).

### Championnats pan-pacifiques
- Championnats pan-pacifiques 1993 à Kōbe (Japon) :
  -  Médaille d'argent du 400 m quatre nages.

- Championnats pan-pacifiques 1995 à Atlanta (États-Unis) :
  -  Médaille d'or du 200 m quatre nages.
  -  Médaille d'or du 400 m quatre nages.